# Glenea biannulata
Glenea biannulata é uma espécie de escaravelho da família Cerambycidae. Foi descrita por Stephan von Breuning em 1961.